# Elasticidade de substituição
Elasticidade de substituição é a elasticidade da razão de duas entradas para uma função de produção ou função utilidade em relação à proporção de seus produtos marginais (ou utilidades marginais).  Em um mercado competitivo, ela mede a variação percentual na proporção de dois insumos utilizados em resposta a uma variação percentual em seus preços.  Ela mede a curvatura de uma isoquanta e, assim, a substituibilidade entre insumos (ou bens), ou seja, como é fácil substituir uma entrada (ou boa) pela outra.

## História do conceito
John Hicks introduziu esse conceito em 1932. Joan Robinson descobriu de forma independente em 1933, usando uma formulação matemática que era equivalente a de Hicks, embora isso não tenha sido divulgado na época.

## Definição matemática
Quando a utilidade sobre o consumo é dada por {\displaystyle U(c_{1},c_{2})} e quando {\displaystyle {\displaystyle U_{c_{i}}=dU(c_{1},c_{2})/d{c_{i}}}}. Então a elasticidade de substituição é:
{\displaystyle E_{21}={\frac {d\ln(c_{2}/c_{1})}{d\ln(MRS_{12})}}={\frac {d\ln(c_{2}/c_{1})}{d\ln(U_{c_{1}}/U_{c_{2}})}}={\frac {\frac {d(c_{2}/c_{1})}{c_{2}/c_{1}}}{\frac {d(U_{c_{1}}/U_{c_{2}})}{U_{c_{1}}/U_{c_{2}}}}}={\frac {\frac {d(c_{2}/c_{1})}{c_{2}/c_{1}}}{\frac {d(p_{1}/p_{2})}{p_{1}/p_{2}}}}}
Onde {\displaystyle MRS} é a taxa marginal de substituição. A última igualdade apresenta {\displaystyle MRS_{12}=p_{1}/p_{2}} que é uma relação da condição de primeira ordem para um problema de maximização da utilidade do consumidor no equilíbrio interior de Arrow-Debreu. Intuitivamente, estamos analisando como as escolhas relativas de um consumidor em relação aos itens de consumo mudam à medida que os preços relativos mudam.
Note também que {\displaystyle E_{21}=E_{12}}:
{\displaystyle {\displaystyle E_{21}={\frac {d\ln(c_{2}/c_{1})}{d\ln(U_{c_{1}}/U_{c_{2}})}}={\frac {d\left(-\ln(c_{2}/c_{1})\right)}{d\left(-\ln(U_{c_{2}}/U_{c_{1}})\right)}}={\frac {d\ln(c_{1}/c_{2})}{d\ln(U_{c_{2}}/U_{c_{1}})}}=E_{12}}}
Uma caracterização equivalente da elasticidade de substituição é: 
{\displaystyle E_{21}={\frac {d\ln(c_{2}/c_{1})}{d\ln(MRS_{12})}}=-{\frac {d\ln(c_{2}/c_{1})}{d\ln(MRS_{21})}}=-{\frac {d\ln(c_{2}/c_{1})}{d\ln(U_{c_{2}}/U_{c_{1}})}}=-{\frac {\frac {d(c_{2}/c_{1})}{c_{2}/c_{1}}}{\frac {d(U_{c_{2}}/U_{c_{1}})}{U_{c_{2}}/U_{c_{1}}}}}=-{\frac {\frac {d(c_{2}/c_{1})}{c_{2}/c_{1}}}{\frac {d(p_{2}/p_{1})}{p_{2}/p_{1}}}}}
Em modelos de tempo discreto, a elasticidade de substituição do consumo em períodos {\displaystyle t} e {\displaystyle t+1} é conhecida como elasticidade de substituição intertemporal.
Da mesma forma, se a função de produção é {\displaystyle f(x_{1},x_{2})} então a elasticidade da substituição é:
{\displaystyle \sigma _{21}={\frac {d\ln(x_{2}/x_{1})}{d\ln MRTS_{12}}}={\frac {d\ln(x_{2}/x_{1})}{d\ln({\frac {df}{dx_{1}}}/{\frac {df}{dx_{2}}})}}={\frac {\frac {d(x_{2}/x_{1})}{x_{2}/x_{1}}}{\frac {d({\frac {df}{dx_{1}}}/{\frac {df}{dx_{2}}})}{{\frac {df}{dx_{1}}}/{\frac {df}{dx_{2}}}}}}=-{\frac {\frac {d(x_{2}/x_{1})}{x_{2}/x_{1}}}{\frac {d({\frac {df}{dx_{2}}}/{\frac {df}{dx_{1}}})}{{\frac {df}{dx_{2}}}/{\frac {df}{dx_{1}}}}}}}
Onde {\displaystyle MRTS} é a taxa marginal de substituição técnica.
O inverso da elasticidade de substituição é a elasticidade da complementaridade. 

## Exemplo
Considere a função de produção Cobb-Douglas {\displaystyle f(x_{1},x_{2})=x_{1}^{a}x_{2}^{1-a}}.
A taxa marginal de substituição técnica é:
{\displaystyle MRTS_{12}={\frac {a}{1-a}}{\frac {x_{2}}{x_{1}}}}
É conveniente alterar as notações. Denotar: 
{\displaystyle {\frac {a}{1-a}}{\frac {x_{2}}{x_{1}}}=\theta }
Reescrevendo isso, temos: 
{\displaystyle {\frac {x_{2}}{x_{1}}}={\frac {1-a}{a}}\theta }
Então a elasticidade de substituição é:
{\displaystyle \sigma _{21}={\frac {d\ln({\frac {x_{2}}{x_{1}}})}{d\ln MRTS_{12}}}={\frac {d\ln({\frac {x_{2}}{x_{1}}})}{d\ln({\frac {a}{1-a}}{\frac {x_{2}}{x_{1}}})}}={\frac {d\ln({\frac {1-a}{a}}\theta )}{d\ln(\theta )}}={\frac {d{\frac {1-a}{a}}\theta }{d\theta }}{\frac {\theta }{{\frac {1-a}{a}}\theta }}=1}

## Interpretação econômica
Dada uma alocação / combinação original e uma substituição específica na alocação / combinação para a original, quanto maior a magnitude da elasticidade de substituição (a taxa marginal de elasticidade de substituição da alocação relativa), mais provável a substituição. Há sempre dois lados no mercado; aqui estamos falando do receptor, já que a elasticidade de preferência é a do receptor. 
A elasticidade da substituição também rege a forma como o gasto relativo de bens ou insumos de fatores se altera à medida que os preços relativos mudam. Se {\displaystyle S_{21}} denotar despesas em {\displaystyle c_{2}} em relação a isso em {\displaystyle c_{1}}. Isso é:
{\displaystyle S_{21}\equiv {\frac {p_{2}c_{2}}{p_{1}c_{1}}}}
Com os preços relativos {\displaystyle p_{2}/p_{1}} mudando, as despesas relativas mudam de acordo com:
{\displaystyle {\frac {dS_{21}}{d\left(p_{2}/p_{1}\right)}}={\frac {c_{2}}{c_{1}}}+{\frac {p_{2}}{p_{1}}}\cdot {\frac {d\left(c_{2}/c_{1}\right)}{d\left(p_{2}/p_{1}\right)}}={\frac {c_{2}}{c_{1}}}\left[1+{\frac {d\left(c_{2}/c_{1}\right)}{d\left(p_{2}/p_{1}\right)}}\cdot {\frac {p_{2}/p_{1}}{c_{2}/c_{1}}}\right]={\frac {c_{2}}{c_{1}}}\left(1-E_{21}\right)}
Assim, se um aumento no preço relativo do {\displaystyle c_{2}}leva a um aumento ou diminuição dos gastos relativos {\displaystyle c_{2}}, depende de se a elasticidade de substituição é menor ou maior que um. Intuitivamente, o efeito direto de um aumento no preço relativo de {\displaystyle c_{2}} é o aumento das despesas com {\displaystyle c_{2}}, uma vez que uma dada quantidade de {\displaystyle c_{2}} é mais caro. Por outro lado, supondo que os bens em questão não são bens de Giffen, um aumento no preço relativo de {\displaystyle c_{2}} leva a uma queda na demanda relativa de {\displaystyle c_{2}}, de modo que a quantidade de {\displaystyle c_{2}} diminua, o que reduz as despesas com {\displaystyle c_{2}}. 
Qual destes efeitos domina depende da magnitude da elasticidade de substituição. Quando a elasticidade de substituição é menor que um, o primeiro efeito domina: a demanda relativa por {\displaystyle c_{2}} cai, mas proporcionalmente menos do que o aumento do seu preço relativo, de modo que a despesa relativa aumenta. Nesse caso, as mercadorias são bens complementares.
Inversamente, quando a elasticidade de substituição é maior do que um, o segundo efeito domina: a redução na quantidade relativa excede o aumento no preço relativo, de modo que a despesa relativa em {\displaystyle c_{2}} cai. Nesse caso, as mercadorias são bens substitutos. Note que quando a elasticidade de substituição é exatamente um (como no caso de Cobb-Douglas), a despesa em {\displaystyle c_{2}} relativo a {\displaystyle c_{1}} é independente dos preços relativos.